# Generali Arena (Wenen)
De Generali Arena is een voetbalstadion in Favoriten, in het zuiden van de Oostenrijkse hoofdstad Wenen. Het is de thuisbasis van de Oostenrijkse eersteklasser FK Austria Wien. Het stadion biedt plaats aan 17.500 bezoekers. De stadionnaam is sinds 2011 verkocht aan een sponsor, Assicurazioni Generali. Tijdens Europese wedstrijden wordt het stadion ook wel aangeduid als Viola Park, daar de UEFA sponsornamen niet toestaat. Voor 2011 heette het stadion Franz-Horrstadion, vernoemd naar Franz Horr, oud-voorzitter van de Weense voetbalbond (WFV).

## Interlands
| 1 | 6 september 2018 | Oostenrijk – Zweden | 2 – 0 | Vriendschappelijk | 11.000 |
| 2 | 16 juni 2023     | Servië – Jordanië   | 3 – 2 | Vriendschappelijk | 8.854  |

Allianz Stadion (Rapid Wien) ·
CASHPOINT Arena (SCR Altach) ·
Generali Arena (Austria Wien) · 
Hofmann Personal Stadion (Blau-Weiß Linz) ·
Lavanttal-Arena (Wolfsberger AC) ·
Merkur Arena (Sturm Graz) ·
Profertil Arena (TSV Hartberg) · 
Raiffeisen Arena (LASK) ·
Reichshofstadion (Austria Lustenau) ·
Red Bull Arena (Red Bull Salzburg) ·
Tivoli Stadion Tirol (WSG Tirol) ·
Wörtherseestadion (Austria Klagenfurt)
Ernst Happelstadion (Oostenrijks nationaal team) ·
Stadion Donawitz (DSV Leoben) ·  
Franz Feketestadion (Kapfenberger SV) ·
Josko Arena (SV Ried) ·
ImmoAgenturstadion (Schwarz-Weiß Bregenz) ·
Merkur Arena (Grazer AK) ·
Motion invest Arena (Admira Wacker) ·
NV Arena (SKN Sankt Pölten) ·
Raiffeisen Arena (FC Juniors OÖ) ·
Vorwärts-Stadion (Vorwärts Steyr) · 
Gerhard Hanappistadion (Rapid Wien) ·
Lehenstadion (Austria Salzburg)